# ГТЭС «Внуково»
ГТЭС «Внуково» (ГТЭС «Постниково») — остановленная (неэксплуатируемая) газотурбинная тепловая электростанция (ГТУ-ТЭЦ), расположенная в районе Внуково г. Москвы, в непосредственной близости от аэропорта Внуково. Одна из самых новых тепловых электростанций России (введена в эксплуатацию в 2013 году). Собственник станции — казённое предприятие «Московская энергетическая дирекция» (входит в Департамент топливно-энергетического хозяйства города Москвы).

## Конструкция станции
ГТЭС «Внуково» представляет собой тепловую газотурбинную электростанцию с комбинированной выработкой электроэнергии и тепла (ГТУ-ТЭЦ). Установленная мощность электростанции — 90 МВт, тепловая мощность — 260 Гкал/час. Основное и резервное топливо — природный газ.
Основное генерирующее оборудование станции включает в себя две газовые турбины SGT-800 мощностью по 45 МВт с котлами-утилизаторами КУВ-60/150, а также два пиковых водогрейных котла КВ-ГМ-81,4-150Н. Производитель газовых турбин — фирма Siemens (Германия), котлов-утилизаторов — завод «ЗиО-Подольск», пиковых водогрейных котлов — АО «Дорогобужкотломаш».
С генераторов электроэнергия передается на силовые трансформаторы ТДТН-63000/110/10/6 (2 шт.), и далее в энергосистему через комплектное распределительное устройство элегазовое (КРУЭ) напряжением 110 кВ по двум линиям электропередачи на подстанцию «Полет». Кроме того, электроэнергия также передается местным потребителям по линиям электропередачи напряжением 10 кВ. Производитель трансформаторов — ОАО «Электрозавод».

## Экономическое значение
Основной задачей ГТЭС «Внуково» является обеспечение аэропорта «Внуково» электрической и тепловой энергией, а также энергоснабжение района Внуково г. Москвы.
С 2013 станция не эксплуатируется по причине отсутствия потребителей. Оборудование частично законсервировано.
Для обеспечения тепловой энергией района Внуково используется РТС "Внуково" (расположена по адресу: Внуковское шоссе, 2А)

## История строительства и эксплуатации
Строительство ГТЭС «Внуково» было санкционировано распоряжением правительства Москвы № 2402-РП от 30 ноября 2004 г. «О строительстве газотурбинной электростанции „Внуково“», при этом срок ввода станции намечался на 2007 год. Станция была спроектирована АО Фирма «ТЭПИНЖЕНИРИНГ», генеральный подрядчик — ЗАО «Моспромстрой», филиал «Фирма Промстрой», строительство велось на средства г. Москвы. Основное оборудование было поставлено на станцию к началу 2008 года, большая часть работ по сооружению станции была выполнена к 2009 году, однако в эксплуатацию ГТЭС «Внуково» была введена лишь в 2013 году, стоимость строительства станции оценивается в 8,3 млрд руб.